# Saint-Symphorien-de-Lay
Saint-Symphorien-de-Lay là một xã trong tỉnh Loire miền trung nước Pháp.